# Григорьевское (Калужская область)
Григорьевское — деревня в Малоярославецком муниципальном районе Калужской области в составе сельского поселения «Село Недельное».

## Население
| 2002 | 2010 |
| ---- | ---- |
| 1    | ↘0   |